# Cinnamodendron corticosum
Cinnamodendron corticosum är en tvåhjärtbladig växtart som beskrevs av John Miers. Cinnamodendron corticosum ingår i släktet Cinnamodendron och familjen Canellaceae. Inga underarter finns listade.